# عبدولیسی
عبدولیسی (به لاتین: Abdulići) در بوسنی و هرزگوین با جمعیت ۳۲۷ نفر است که در براتوناتس واقع شده‌است.